# Escape Plan 2 - Ritorno all'inferno
Escape Plan 2 - Ritorno all'inferno (Escape Plan 2: Hades), è un film del 2018 diretto da Steven C. Miller.
La pellicola, con protagonisti Sylvester Stallone, Dave Bautista e 50 Cent è il sequel del film del 2013 Escape Plan - Fuga dall'inferno.

## Trama
Ray Breslin continua a gestire la sua società di sicurezza con un certo successo, con i membri senior Hush e Abigail e i nuovi arrivati Shu Ren, Jasper Kimbral e Luke Graves come operatori sul campo. Durante una missione di salvataggio di ostaggi in Cecenia, Kimbral, fidandosi dei suoi algoritmi informatici, devia dagli obiettivi della missione. Ciò si traduce nel ferimento di uno degli ostaggi, che in seguito muore per le ferite; di conseguenza Breslin licenzia Kimbral.
Un anno dopo, Shu viene contattato dalla sua famiglia per proteggere suo cugino Yusheng Ma. Presto per annunciare la rivoluzionaria tecnologia di comunicazione satellitare della sua società di telecomunicazioni, Yusheng è stato preso di mira da una società rivale, la Ruscho. Dopo aver partecipato a una festa a Bangkok, Shu difende Yusheng da uomini mascherati, ma entrambi vengono storditi con i taser e rapiti.
Successivamente, Shu si ritrova imprigionato in un'arena sconosciuta, dove i detenuti sono costretti a combattere. Shu è costretto a litigare con un altro prigioniero e vince, e incontra il compagno di prigionia Kimbral, il quale spiega che la prigione si chiama HADES, dove è detenuto da diversi mesi. Luke, Hush, Abigail e Breslin tentano di localizzare Shu dopo la sua scomparsa e quella di Yusheng.
Attingendo all'addestramento di Breslin per formulare un piano di fuga, Shu incontra il guardiano Gregor Faust, che si fa chiamare il "Custode dello zoo", e scopre che Faust vuole i brevetti di comunicazione di Yusheng in cambio del loro rilascio. Yusheng dice a Shu che ha seppellito la tecnologia per paura che potesse essere usata per dirottare qualsiasi sistema di lancio nucleare nel mondo, e decidono di fuggire.
Breslin determina che HADES è finanziato dalla stessa misteriosa organizzazione che ha finanziato la Tomba e cerca l'aiuto di un vecchio contatto, Trent DeRosa. Mentre segue una pista sulla scomparsa di Shu, Luke viene catturato e trasferito a HADES.
Shu fa amicizia con il cuoco della prigione e scopre che la struttura della prigione cambia ogni notte. Kimbral rivela che un altro detenuto, un hacker noto come Conte Zero, conosce il layout. Shu guadagna la sua fiducia e il Conte Zero gli dà le informazioni, ma così facendo rivela la sua identità. Il giorno seguente, Shu, Luke e Kimbral vengono interrogati e costretti a guardare mentre il Conte Zero viene presumibilmente giustiziato. Kimbral rivela che in realtà è lui che gestisce HADES; nell'anno da quando è stato licenziato dalla squadra di Breslin, ha progettato e costruito HADES per dimostrare che i suoi algoritmi funzionano e che la sua prigione è letteralmente inviolabile, poiché non è gestita da guardie umane ma piuttosto da un sistema automatico.
Breslin e DeRosa trovano indizi che rivelano il legame di Kimbral con HADES. Sapendo che Kimbral è in cerca di vendetta, Breslin si lascia catturare e mandare nell'Ade. Usando un dispositivo di comunicazione nascosto tra i denti, Breslin rimane in contatto con Hush mentre tenta di violare le difese della prigione dall'interno. Breslin, Shu e Luke formulano un nuovo piano mentre chiedono l'aiuto di Yusheng, il cuoco, gli amici del Conte Zero e altri detenuti. Riescono a disabilitare le telecamere di sicurezza della prigione e, con l'aiuto di Hush, a spegnere temporaneamente Galileo, il sistema di difesa automatizzato della prigione. Irrompono nel centro medico e tentano di ottenere il controllo dei sistemi della prigione e di raggiungere la sala di controllo. Il guardiano dello zoo risponde con una forza armata e, nella successiva sparatoria,diversi detenuti vengono uccisi e il gruppo viene separato. DeRosa, seguendo le proprie piste, individua la prigione dall'esterno.
Yusheng scavalca i sistemi di alimentazione della prigione, avvisando DeRosa dell'ingresso della prigione e permettendogli di irrompere. Alla ricerca di un'uscita, Shu uccide il Guardiano dello Zoo in uno scontro a fuoco mentre Luke e DeRosa convergono nella sala di controllo. Breslin affronta Kimbral in un combattimento corpo a corpo mentre DeRosa salva Luke dalle guardie carcerarie. Breslin sconfigge Kimbral e insieme a DeRosa disabilita definitivamente Galileo. Shu e Yusheng trovano un'uscita e vengono estratti in sicurezza da Abigail e Hush. Breslin viene contattato dal gruppo dietro HADES e giura di rintracciarli e smascherarli.

## Produzione
All'inizio del febbraio 2017 viene confermato il film, con una co-produzione Stati Uniti-Cina, insieme al ritorno di Stallone; la sceneggiatura viene affidata nuovamente a Miles Chapman. Il 7 febbraio viene annunciato il regista, che sarà Steven C. Miller. Nel marzo seguente, si uniscono al cast Dave Bautista, Jaime King e 50 Cent; quest'ultimo ritorna nel ruolo del primo film mentre la King sostituisce Amy Ryan nel personaggio del primo capitolo.
Le riprese sono terminate l'11 aprile 2017.

## Promozione
Il primo trailer del film viene diffuso il 15 maggio 2018, mentre la versione italiana il 26 luglio 2018.

## Distribuzione
La pellicola è stata distribuita a partire dal 29 giugno 2018 nelle sale cinematografiche cinesi e sul mercato home video e on demand negli Stati Uniti, mentre nelle sale cinematografiche britanniche dal 20 luglio seguente ed in quelle italiane dal 22 agosto dello stesso anno.

### Divieti
Negli Stati Uniti il film è stato vietato ai minori di 17 anni per la presenza di "violenza e linguaggio scurrile".

## Sequel
L'11 aprile 2017 viene dato l'annuncio che la serie continuerà con il terzo capitolo, Escape Plan 3 - L'ultima sfida (Escape Plan: The Extractors), per il quale Stallone ha già firmato. Vengono riconfermati nel cast anche Dave Bautista, 50 Cent, Jaime King, Lydia Hull e Tyler Jon Olson e si uniscono Max Zhang, Devon Sawa, Harry Shum Jr., Malese Jow e Sergio Rizzuto. Le riprese del sequel iniziano nel settembre 2017 per la regia di John Herzfeld.